# Мерфи, Джордж
Джордж Ллойд Мерфи (англ. George Lloyd Murphy; 4 июля 1902, Нью-Хейвен, Коннектикут — 3 мая 1992, Палм-Бич, Флорида) — американский танцор, актёр, лауреат премии «Оскар» за выдающиеся заслуги в кинематографе. Также политик, сенатор США от штата Калифорния (1965—1971). Президент Гильдии киноактёров США (1944—1946).

## Факты
- Основатель традиции в Сенате США — конфетного стола.